# 拉蒂默 (密西西比州)
拉蒂默（英語：Latimer）是位於美國密西西比州傑克遜縣的普查規定居民點。

## 人口
根據2020年美國人口普查的數據，拉蒂默的面積為42.18平方千米，當中陸地面積為42.17平方千米，而水域面積為0.01平方千米。當地共有人口6720人，而人口密度為每平方千米159.32人。